# Go! Go! Let's Go!
「Go! Go! Let's Go!」（ゴー!・ゴー!・レッツ・ゴー!）は、E-girlsの18作目のシングル曲。2016年11月30日にrhythm zoneより発売。

## 概要
「CD＋DVD」、「CD」、「ワンコインCD」の３形態で発売される。
2016年9月27日に本作の発売が解禁され、11月4日に商品の詳細が発表。
本作は19人体制での最後のシングルであり、2017年7月26日に発売された次作「Love ☆ Queen」以降は11人体制の新生E-girlsとしてのリリースとなる。

## 収録曲

### CD+DVD
CD
1. Go! Go! Let's Go!
作詞：小竹正人  作曲：Lisa Desmond・Erik Lidbom・Maria Marcus
  - ムービーコミック「PとJK」主題歌[5]
2. ボン・ボヤージュ
作詞：小竹正人  作曲：Mats Lie Skare・Lisa Desmond・Maria Marcus
3. Go! Go! Let's Go! (Instrumental)

DVD
1. Go! Go! Let's Go! (Video Clip)

### CD Only
1. Go! Go! Let's Go!
2. ボン・ボヤージュ
3. Go! Go! Let's Go! (Instrumental)
4. ボン・ボヤージュ (Instrumental)

### ワンコインCD
1. Go! Go! Let's Go!